# Elvira Gonçalves de Sousa
Elvira Gonçalves de Sousa A Condessa Faia (c.1140-c.1200), foi uma rica-dona portuguesa, e senhora de várias honras. Elvira, a sua irmã e o seu pai vieram a ser os primeiros membros da Casa de Sousa a aceder, por Dórdia Viegas, a bens intimamente ligados à Casa de Riba Douro.

## Primeiros anos
Elvira era filha do magnate Gonçalo Mendes de Sousa e da sua segunda esposa, Dórdia Viegas de Ribadouro. Nascida antes de 1150, dado que nesse ano a sua mãe já era provavelmente falecida, Elvira terá ficado órfã de mãe muito cedo. Poderá ter sido inclusivamente criada na corte, visto ter sido colaça da infanta Teresa, de quem parece ter vindo a ser também dama de companhia antes de aquela partir para a Flandres, em 1184.

## Casamento e gestão fundiária
Elvira possuia muitos bens dispersos entre Trás-os-Montes e Douro Litoral, sendo benfeitora dos mosteiros de Pombeiro, Salzedas e Tarouca, de cujo padroado partilharia, no primeiro, por via paterna; nos dois últimos, por via materna. O facto de ser neta do célebre e poderoso Egas Moniz, o Aio, deu-lhe ainda o direito à posse de diversos bens nas honras de Lalim, Ribelas, Várzea da Serra e parte do couto de Argeriz, herdada da mãe, e que viria a partilhar com os seus tios e primos ribadurienses. A primeira notícia documental da sua existência é de 1161, precisamente quando fez  uma venda ao mosteiro salzedense da parte do couto de Argeriz que herdara da mãe, vindo a ser imitada por vários tios e primos de Ribadouro.
A sua posse mais importante seria, no entanto, a honra da Faia, nas Terras de Basto, de onde se terá tomado o seu célebre apodo condessa Faia. Sabe-se que Elvira fez doação de algumas propriedades desta honra à Ordem do Hospital.
Elvira desposou, em data desconhecida, Soeiro Mendes de Tougues, enviuvando em 1176. Deste casamento resultaram vários filhos. Parece ter sobrevivido vários anos ao marido, pois a sua última notícia é de 1200, numa doação que fez ao mosteiro de Tarouca de vários haveres na Beira até ao termo de Torres Vedras.

## Morte e posteridade
Elvira terá falecido em data posterior a 1200. A data exata é, contudo, desconhecida. O facto de ter estado ligada a três mosteiros diferentes (Pombeiro, Salzedas e Tarouca) torna difícil precisar onde pode ter sido tumulada. Contudo, avançou-se que poderia estar tumulada, não em nenhum dos três anteriores, mas no Mosteiro de Santo Tirso. Esta hipótese tem por base o facto de o seu marido ter sido lá sepultado e que, apesar de não ter feito doações conhecidas a esse mosteiro, poder ter hipoteticamente manifestado a vontade de se sepultar junto daquele. Aliás, uma inscrição neste mosteiro, onde se lê Gelvira, pode ser possivelmente o local do seu túmulo.
As Inquirições Gerais, tanto as de 1258 como as de 1288 referi-la-iam como condessa e como possuidora de um grande número de importantes bens.

## Matrimónio e descendência
Elvira desposou, antes de 1176, Soeiro Mendes Facha de Tougues. Deste casamento resultou a seguinte descendênciaː
- Gomes Soares de Tougues, senhor de Tougues, desposou Teresa Rodrigues de Barbosa[7];
- Pedro Soares de Tougues[7]
- Gontinha Soares de Tougues, desposou Garcia Pires de Bragança, filho de Pedro Fernandes de Bragança[7];
- Maria Soares de Tougues, manteve uma relação com Pedro Rodrigues de Penela[7];
- Nuno Soares de Tougues[7].